# Devotional Tour
Devotional Tour - дванадцятий концертний тур британської групи Depeche Mode.

## Треклист
1. Higher Love
2. Policy of Truth
3. World in My Eyes
4. Walking in My Shoes
5. Behind the Wheel
6. Halo
7. Stripped
8. Condemnation
9. Judas
10. A Question of Lust
11. Death's Door
12. One Caress
13. Get Right with Me
14. Mercy in You
15. I Feel You
16. Never Let Me Down Again
17. Rush
18. In Your Room
19. Personal Jesus
20. Enjoy the Silence
21. Fly on the Windscreen
22. Something to Do
23. Somebody
24. Everything Counts

## Концерти
1. 19 травня 1993 - Лілль (Франція )
2. 21 травня 1993 - Цюрих (Швейцарія )
3. 24 травня 1993 - Брюссель (Бельгія )
4. 25 травня 1993 - Брюссель (Бельгія )
5. 27 травня 1993 - Копенгаген (Данія )
6. 28 травня 1993 - Гетеборг (Швеція )
7. 29 травня 1993 - Стокгольм (Швеція)
8. 31 травня 1993 - Ганновер (Німеччина )
9. 1 червня 1993 - Роттердам (Нідерланди )
10. 3 червня 1993 - Лозанна
11. 4 червня 1993 - Мілан (Італія)
12. 7 червня 1993 - Рим (Італія)
13. 8 червня 1993 - Флоренція (Італія)
14. 10 червня 1993 - Нансі (Франція)
15. 11 червня 1993 - Нюрнберг (Німеччина)
16. 12 червня 1993 - Мангейм (Німеччина)
17. 14 червня 1993 - Дортмунд (Німеччина)
18. 15 червня 1993 - Дортмунд (Німеччина)
19. 16 червня 1993 - Берлін (Німеччина )
20. 18 червня 1993 - Прага (Чехія)
21. 19 червня 1993 - Лейпциг (Німеччина)
22. 21 червня 1993 - Мюнхен (Німеччина)
23. 23 червня 1993 - Відень (Австрія )
24. 25 червня 1993 - Штутгарт (Німеччина)
25. 26 червня 1993 - Ліон (Франція)
26. 29 червня 1993 - Париж (Франція)
27. 30 червня 1993 - Париж (Франція)
28. 3 липня 1993 - Брест (Франція)
29. 5 липня 1993 - Бордо (Франція)
30. 7 липня 1993 - Тулон (Франція)
31. 10 липня 1993 - Порту (Португалія )
32. 11 липня 1993 - Лісабон (Португалія)
33. 13 липня 1993 - А-Корунья (Іспанія)
34. 15 липня 1993 - Мадрид (Іспанія )
35. 17 липня 1993 - Барселона (Іспанія )
36. 21 липня 1993 - Франкфурт (Німеччина )
37. 22 липня 1993 - Кельн (Німеччина )
38. 24 липня 1993 - Зебрюгге (Бельгія )
39. 27 липня 1993 - Будапешт (Угорщина )
40. 29 липня 1993 - Льєвен (Франція )
41. 31 липня 1993 - Лондон ( Велика Британія )
42. 7 вересня 1993 - Квебек (Канада )
43. 8 вересня 1993 - Монреаль (Канада )
44. 10 вересня 1993 - Вустер (США)
45. 12 вересня 1993 - Вашингтон (США)
46. 14 вересня 1993 - Гамільтон (Канада )
47. 15 вересня 1993 - Торонто (Канада)
48. 17 вересня 1993 - Піттсбург (США)
49. 18 вересня 1993 - Філадельфія (США )
50. 21 вересня 1993 - Іст-Резерфорд (США )
51. 23 вересня 1993 - Нью-Йорк (США )
52. 24 вересня 1993 - Нью-Йорк (США)
53. 25 вересня 1993 - Юніондейл (США )
54. 27 вересня 1993 - Хемптон (США )
55. 28 вересня 1993 - Чапел-Хілл (США)
56. 29 вересня 1993 - Атланта (США)
57. 1 жовтня 1993 - Гейнсвілл (США )
58. 2 жовтня 1993 - Маямі (США)
59. 3 жовтня 1993 - Сент-Пітерсбург (США)
60. 5 жовтня 1993 - Орландо (США)
61. 8 жовтня 1993 - Новий Орлеан (США)
62. 10 жовтня 1993 - Х'юстон (США)
63. 11 жовтня 1993 - Х'юстон (США)
64. 13 жовтня 1993 - Даллас (США)
65. 14 жовтня 1993 - Даллас (США)
66. 15 жовтня 1993 - Остін (США)
67. 17 жовтня 1993 - Санкт-Луї (США)
68. 20 жовтня 1993 - Шампейн (США)
69. 22 жовтня 1993 - Детройт (США)
70. 23 жовтня 1993 - Детройт (США)
71. 26 жовтня 1993 - Клівленд (США)
72. 28 жовтня 1993 - Чикаго (США)
73. 29 жовтня 1993 - Чикаго (США)
74. 30 жовтня 1993 - Міннеаполіс (США)
75. 2 листопада 1993 - Денвер (США)
76. 4 листопада 1993 - Солт-Лейк-Сіті (США)
77. 6 листопада 1993 - Ванкувер (Канада )
78. 7 листопада 1993 - Сієтл (США)
79. 8 листопада 1993 - Портленд (США)
80. 12 листопада 1993 - Сан-Хосе (США)
81. 13 листопада 1993 - Окленд (США)
82. 14 листопада 1993 - Сакраменто (США)
83. 16 листопада 1993 - Сан-Дієго (США)
84. 18 листопада 1993 - Фінікс (США)
85. 20 листопада 1993 - Лос-Анджелес (США)
86. 21 листопада 1993 - Лос-Анджелес (США)
87. 23 листопада 1993 - Лос-Анджелес (США)
88. 24 листопада 1993 - Лос-Анджелес (США)
89. 26 листопада 1993 - Лос-Анджелес (США)
90. 2 грудня 1993 - Мехіко (Мексика )
91. 3 грудня 1993 - Мехіко (Мексика )
92. 12 грудня 1993 - Дублін (Ірландія )
93. 14 грудня 1993 - Бірмінгем ( Велика Британія )
94. 17 грудня 1993 - Манчестер ( Велика Британія )
95. 18 грудня 1993 - Шеффілд ( Велика Британія )
96. 20 грудня 1993 - Лондон ( Велика Британія )